# Make Believe (Album)
Make Believe ist das fünfte Studioalbum der amerikanischen Alternative-Rock-Band Weezer.

## Hintergrundinformationen
Die Musik zahlreicher Songs auf Make Believe gehen auf Demos der Band zurück, die z. T. bereits 2002 entstanden waren. Die Produktion des Albums wurde von Rick Rubin übernommen. Rivers Cuomo, der alle Songs des Albums schrieb, ließ sich für die Texte des Albums von zahlreichen persönlichen Erfahrungen, wie etwa der Vipassana-Meditation (Pardon Me) inspirieren. Andere Anregungen waren hemmungsloser Drogenkonsum und Partys (We Are All on Drugs) oder das Fasten (Hold Me).
Der erfolgreichste Song des Albums ist die Single Beverly Hills, die Platz 1 der Billboard Modern Rock Tracks belegte und in Großbritannien auf Platz 9 der Charts kam. Einen weiteren Nr.1 Hit in den Modern Rock Tracks konnte die Single Perfect Situation erreichen. Der Song My Best Friend wurde später im Film Yogi Bär verwendet.
Die Kritiken zu Make Believe fielen gemischt aus. So vergab Allmusic drei von fünf möglichen Sternen, Pitchfork vergab nur 0,4 von 10 Sternen und kritisierte die Nostalgie des Albums.

## Titelliste
1. Beverly Hills
2. Perfect Situation
3. This Is Such A Pity
4. Hold Me
5. Peace
6. We Are All on Drugs
7. The Damage in Your Heart
8. Pardon Me
9. My Best Friend
10. The Other Way
11. Freak Me Out
12. Haunt You Every Day